# Paraplagusia japonica
Paraplagusia japonica is een straalvinnige vissensoort uit de familie van hondstongen (Cynoglossidae). De wetenschappelijke naam van de soort is voor het eerst geldig gepubliceerd in 1846 door Temminck & Schlegel.